# Clan Troitiño
Se conoce como clan Troitiño a los siguientes miembros de la organización terrorista ETA, pertenecientes a la misma familia:
- Domingo «Txomin» Troitiño Arranz (Tariego de Cerrato, Palencia, 1955), que participó en el atentado de Hipercor de 1987 en Barcelona, el más sanguinario cometido por la banda, que dejó 21 muertos y 45 heridos;
- Antonio Troitiño Arranz (Tariego de Cerrato, Palencia, 26 de junio de 1957-Irún, Guipúzcoa, 17 de diciembre de 2021), hermano del anterior, que participó en el atentado de la plaza de la República Dominicana de 1986 en Madrid, que se saldó con 12 muertos y 32 heridos; y
- Jon Joseba Troitiño Ciria (San Sebastián, Guipúzcoa, 1980), hijo del primero, que participó en los atentados de Alicante y Benidorm de 2003, que hirieron a 13 personas, dos de ellas de gravedad.